# Bernardino Rocci
Bernardino Rocci (Roma, 21 agosto 1627 – Frascati, 2 novembre 1680) è stato un cardinale e arcivescovo cattolico italiano.

## Biografia
Nacque a Roma da una famiglia importante di origine cremonese e milanese, da Antonio Rocci, conservatore di Roma, e Pulcheria Maffei. 
Era nipote del cardinale Ciriaco Rocci e pronipote dei cardinali Pompeo Arrigoni e Orazio Maffei.
Studiò a Roma e a Ferrara, dove si laureò in utroque iure.
In gioventù ebbe incarichi diplomatici al seguito dello zio in Svizzera e in Austria. Fu governatore di Fermo e di altre città dello Stato pontificio. Papa Urbano VIII gli diede diversi incarichi in curia fra cui quello di segretario della Congregazione dell'immunità ecclesiastica.
Il 16 giugno 1665 fu nominato nunzio apostolico a Napoli: durante la vacanza della sede dal 1666 al 1667 fu amministratore apostolico di quell'arcidiocesi.
Il 9 aprile 1668 fu nominato arcivescovo titolare di Damasco. Fu consacrato vescovo il 22 aprile dello stesso anno dal cardinale Giulio Gabrielli.
Nel concistoro del 27 maggio 1675 papa Clemente X lo creò cardinale. Il 15 luglio dello stesso anno ricevette il titolo di Santo Stefano al Monte Celio.
Il 24 febbraio 1676 fu trasferito alla diocesi di Orvieto con titolo personale di arcivescovo.
Partecipò al conclave del 1676, che elesse papa Innocenzo XI.
Morì a Frascati e fu sepolto nella cappella di famiglia della chiesa romana di Santa Maria in Monserrato.

## Genealogia episcopale e successione apostolica
La genealogia episcopale è:
- Cardinale Guillaume d'Estouteville, O.S.B.Clun.
- Papa Sisto IV
- Papa Giulio II
- Cardinale Raffaele Sansone Riario
- Papa Leone X
- Papa Paolo III
- Cardinale Francesco Pisani
- Cardinale Alfonso Gesualdo di Conza
- Papa Clemente VIII
- Cardinale Pietro Aldobrandini
- Cardinale Laudivio Zacchia
- Cardinale Antonio Barberini, O.F.M.Cap.
- Cardinale Giulio Gabrielli
- Cardinale Bernardino Rocci

La successione apostolica è:
- Vescovo Agostino Isimbardi, O.S.B. (1676)
- Arcivescovo Girolamo Orsaja, O.M. (1676)
- Vescovo Domenico Antonio Bernardini (1677)
- Vescovo Giacomo Santoro (1677)

## Ascendenza
|                    |              |                                       | Genitori                             |  |  | Nonni |  |  | Bisnonni |  |  | Trisnonni |  |
|                    |              |                                       |                                      |  |  |       |  |  | …        |  |  | …         |  |
|                    |              |                                       |                                      |  |  |       |  |  | …        |  |  | …         |  |
|                    |              | …                                     |                                      |  |  |       |  |  | …        |  |  |           |  |
| Bernardino Rocci   |              |                                       |                                      |  |  |       |  |  | …        |  |  |           |  |
|                    |              | …                                     | …                                    |  |  |       |  |  |          |  |  |           |  |
|                    |              | …                                     | …                                    |  |  |       |  |  |          |  |  |           |  |
|                    |              | …                                     | …                                    |  |  |       |  |  |          |  |  |           |  |
| Antonio Rocci      |              | …                                     |                                      |  |  |       |  |  |          |  |  |           |  |
|                    |              | Giovanni Giacomo Arrigoni             | Simone Arrigoni, conte di Valsassina |  |  |       |  |  |          |  |  |           |  |
|                    |              | Giovanni Giacomo Arrigoni             | Simone Arrigoni, conte di Valsassina |  |  |       |  |  |          |  |  |           |  |
|                    |              | Giovanni Giacomo Arrigoni             | …                                    |  |  |       |  |  |          |  |  |           |  |
| Clarice Arrigoni   |              | Giovanni Giacomo Arrigoni             |                                      |  |  |       |  |  |          |  |  |           |  |
|                    |              | Eugenia Tara                          | Achille Tara                         |  |  |       |  |  |          |  |  |           |  |
|                    |              | Eugenia Tara                          | Achille Tara                         |  |  |       |  |  |          |  |  |           |  |
|                    |              | Eugenia Tara                          | …                                    |  |  |       |  |  |          |  |  |           |  |
| Bernardino Rocci   |              | Eugenia Tara                          |                                      |  |  |       |  |  |          |  |  |           |  |
|                    | Mario Maffei | Girolamo Maffei, patrizio di Volterra |                                      |  |  |       |  |  |          |  |  |           |  |
|                    | Mario Maffei | Girolamo Maffei, patrizio di Volterra |                                      |  |  |       |  |  |          |  |  |           |  |
|                    | Mario Maffei | Antonia Mattei, nobile romana         |                                      |  |  |       |  |  |          |  |  |           |  |
| Bernardino Maffei  | Mario Maffei |                                       |                                      |  |  |       |  |  |          |  |  |           |  |
|                    |              | Plautilla Fabi                        | …                                    |  |  |       |  |  |          |  |  |           |  |
|                    |              | Plautilla Fabi                        | …                                    |  |  |       |  |  |          |  |  |           |  |
|                    |              | Plautilla Fabi                        | …                                    |  |  |       |  |  |          |  |  |           |  |
| Pulcheria Maffei   |              | Plautilla Fabi                        |                                      |  |  |       |  |  |          |  |  |           |  |
|                    |              | Giulio Gabrielli, nobile romano       | Antonio Gabrielli, nobile romano     |  |  |       |  |  |          |  |  |           |  |
|                    |              | Giulio Gabrielli, nobile romano       | Antonio Gabrielli, nobile romano     |  |  |       |  |  |          |  |  |           |  |
|                    |              | Giulio Gabrielli, nobile romano       | Lucrezia Mazzatosti, nobile romana   |  |  |       |  |  |          |  |  |           |  |
| Lucrezia Gabrielli |              | Giulio Gabrielli, nobile romano       |                                      |  |  |       |  |  |          |  |  |           |  |
|                    |              | Flavia Naro                           | Orazio Naro, nobile romano           |  |  |       |  |  |          |  |  |           |  |
|                    |              | Flavia Naro                           | Orazio Naro, nobile romano           |  |  |       |  |  |          |  |  |           |  |
|                    |              | Flavia Naro                           | Lucrezia Fabi                        |  |  |       |  |  |          |  |  |           |  |
|                    |              | Flavia Naro                           |                                      |  |  |       |  |  |          |  |  |           |  |